# Юния Терция
Юния Терция или Юния Третья  (лат. Iunia Tertia; 70-е годы до н. э. — 22 год н. э., Рим, Римская империя) — римская матрона, сестра Марка Юния Брута и жена Гая Кассия Лонгина.

## Биография
Юния Терция принадлежала к высшей аристократии Рима. Она родилась примерно в 70-х годах до н. э. в семье Децима Юния Силана и Сервилии Старшей и стала третьей дочерью. Сервилия долгое время была любовницей Гая Юлия Цезаря, причём Светоний пишет о возможной связи Цезаря ещё и с Юнией:
...Больше всех остальных любил он мать Брута, Сервилию: еще в своё первое консульство он купил для неё жемчужину, стоившую шесть миллионов, а в гражданскую войну, не считая других подарков, он продал ей с аукциона богатейшие поместья за бесценок. Когда многие дивились этой дешевизне, Цицерон остроумно заметил: «Чем плоха сделка, коли третья часть остается за продавцом?» Дело в том, что Сервилия, как подозревали, свела с Цезарем и свою дочь Юнию Третью.
Старшим единоутробным братом Юнии был Марк Юний Брут. Не позже 59 года до н. э. она стала женой Гая Кассия Лонгина, не позже 58 года до н. э. у неё родился сын, Гай Кассий Лонгин. В 44 году до н. э. брат и муж Юнии возглавили заговор против Цезаря и организовали его убийство. В мае того же года она пережила выкидыш. Когда 8 июня Марк Туллий Цицерон навестил Брута и Кассия в Анциуме, чтобы обсудить с ними политическую обстановку, Юния Терция приняла участие в этом обсуждении.
Разгром республиканской партии и гибель мужа и брата не отразились на положении Юнии Терции. Она прожила долгую жизнь и умерла в 22 году н. э., при императоре Тиберии. Её смерть стала заметным событием, поскольку, вопреки обыкновению того времени, император не оказался в числе её наследников по завещанию. На похоронах во главе погребальной процессии несли изображения представителей двадцати аристократических родов, но в их числе не было ни мужа, ни брата умершей.